# 氢化四(三苯基膦)铑(I)
氢化四(三苯基膦)铑(I)是一种配位化合物，化学式为HRh[P(C6H5)3]4，其Rh(I)中心与四个三苯基膦配体及H−配位，该分子具有理想的C3v对称性。它是氢化反应的均相催化剂。

## 制备
它可由氯化三(三苯基膦)铑(I)和氢气在碱和三苯基膦的存在下反应制得：
RhCl(PPh3)3  +  H2  +  KOH  +  PPh3  →  RhH(PPh3)4  +  H2O  +  KCl